# Liste der Biografien/Kleo
Liste der Biografien |
Portal Biografien |
Personensuche
# |
A |
B |
C |
D |
E |
F |
G |
H |
I |
J |
K |
L |
M |
N |
O |
P |
Q |
R |
S |
T |
U |
V |
W |
X |
Y |
Z |
?
 
Ka |
Kb |
Kc |
Kd |
Ke |
Kf |
Kg |
Kh |
Ki |
Kj |
Kl |
Km |
Kn |
Ko |
Kp |
Kr |
Ks |
Kt |
Ku |
Kv |
Kw |
Ky |
Kx |
Kz
 
Kla |
Kld |
Kle |
Kli |
Klj |
Klo |
Klu |
Kly
 
Klea |
Kleb |
Klec |
Kled |
Klee |
Klef |
Kleg |
Kleh |
Klei |
Klej |
Klek |
Klem |
Klen |
Kleo |
Klep |
Kler |
Kles |
Klet |
Kleu |
Klev |
Klew |
Kley |
Klez
Die Liste der Biografien führt alle Personen auf, die in der deutschsprachigen Wikipedia einen Artikel haben. Dieses ist eine Teilliste mit 53 Einträgen von Personen, deren Namen mit den Buchstaben „Kleo“ beginnt.

## Kleo

### Kleob
- Kleobule, Mutter des Redners Demosthenes
- Kleobuline, griechische Dichterin
- Kleobulos, Tyrann von Lindos

### Kleom
- Kleombrotos († 480 v. Chr.), spartanischer Feldherr
- Kleombrotos I. († 371 v. Chr.), König in Sparta
- Kleombrotos II., König von Sparta
- Kleombrotos von Ambrakia, antiker griechischer Philosoph
- Kleomedes, antiker Verfasser eines astronomischen Traktats
- Kleomedes von Astypalaia, antiker griechischer Faustkämpfer
- Kleomelos-Maler, griechischer Vasenmaler des rotfigurigen Stils
- Kleomenes, antiker griechischer Rhapsode
- Kleomenes, griechischer Arzt
- Kleomenes, griechischer Bildhauer
- Kleomenes (Philosoph), griechischer Philosoph
- Kleomenes (Kommentator), griechischer Philosoph
- Kleomenes, Spartaner, Sohn von Kleombrotos II.
- Kleomenes, spartanischer Heerführer
- Kleomenes, thebanischer Heerführer
- Kleomenes, griechischer Bildhauer
- Kleomenes I., König von Sparta, ältester Sohn des Eurystheniden Anaxandridas
- Kleomenes II., König in Sparta
- Kleomenes III. (254 v. Chr.–219 v. Chr.), König von SpartaKleomenes III. (254 v. Chr.–219 v. Chr.)

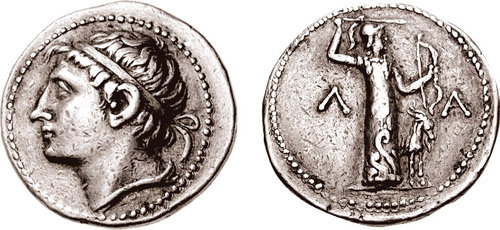
Kleomenes III. (254 v. Chr.–219 v. Chr.)

- Kleomenes von Naukratis († 322 v. Chr.), griechischer Satrap in der mazedonischen Provinz Ägypten
- Kleomenes von Rhegion, griechischer Dichter der Antike

### Kleon
- Kleon, Anführer eines Sklavenaufstandes in Agrigent
- Kleon († 422 v. Chr.), athenischer Politiker und Heerführer
- Kleonymos, athenischer Politiker
- Kleonymos, griechischer Bildhauer
- Kleonymos, Sohn des spartanischen Königs Kleomenes II.

### Kleop
- Kleopas, Jünger Jesu und Bischof von Jerusalem
- Kleopatra, ägyptische Alchemistin
- Kleopatra, Gemahlin von Herodes dem Großen
- Kleopatra, makedonische Königin
- Kleopatra, Mätresse des römischen Kaisers Claudius
- Kleopatra, Gattin des römischen Prokurators von Judäa, Gessius Florus
- Kleopatra († 336 v. Chr.), Gattin König Philipps II. von Makedonien
- Kleopatra Berenike III. († 80 v. Chr.), Tochter von Ptolemaios IX. Soter II. und Mann ihres Onkels Ptolemaios X. Alexander I.
- Kleopatra I., Königin von Ägypten
- Kleopatra II., Königin von Ägypten
- Kleopatra III. († 101 v. Chr.), Regentin Ägyptens
- Kleopatra IV. († 112 v. Chr.), Tochter des ägyptischen Königs Ptolemaios VIII.
- Kleopatra Selene (* 40 v. Chr.), Tochter von Kleopatra VII. und Marcus Antonius, durch Heirat Königin von Mauretanien
- Kleopatra Thea († 121 v. Chr.), Tochter von Ptolemaios VI. von Ägypten
- Kleopatra V. († 69 v. Chr.), Tochter des ägyptischen Königs Ptolemaios VIII. Euergetes II.
- Kleopatra VI., Ehefrau von Ptolemaios XII.
- Kleopatra VII. (69 v. Chr.–30 v. Chr.), ägyptische KöniginKleopatra VII. (69 v. Chr.–30 v. Chr.)

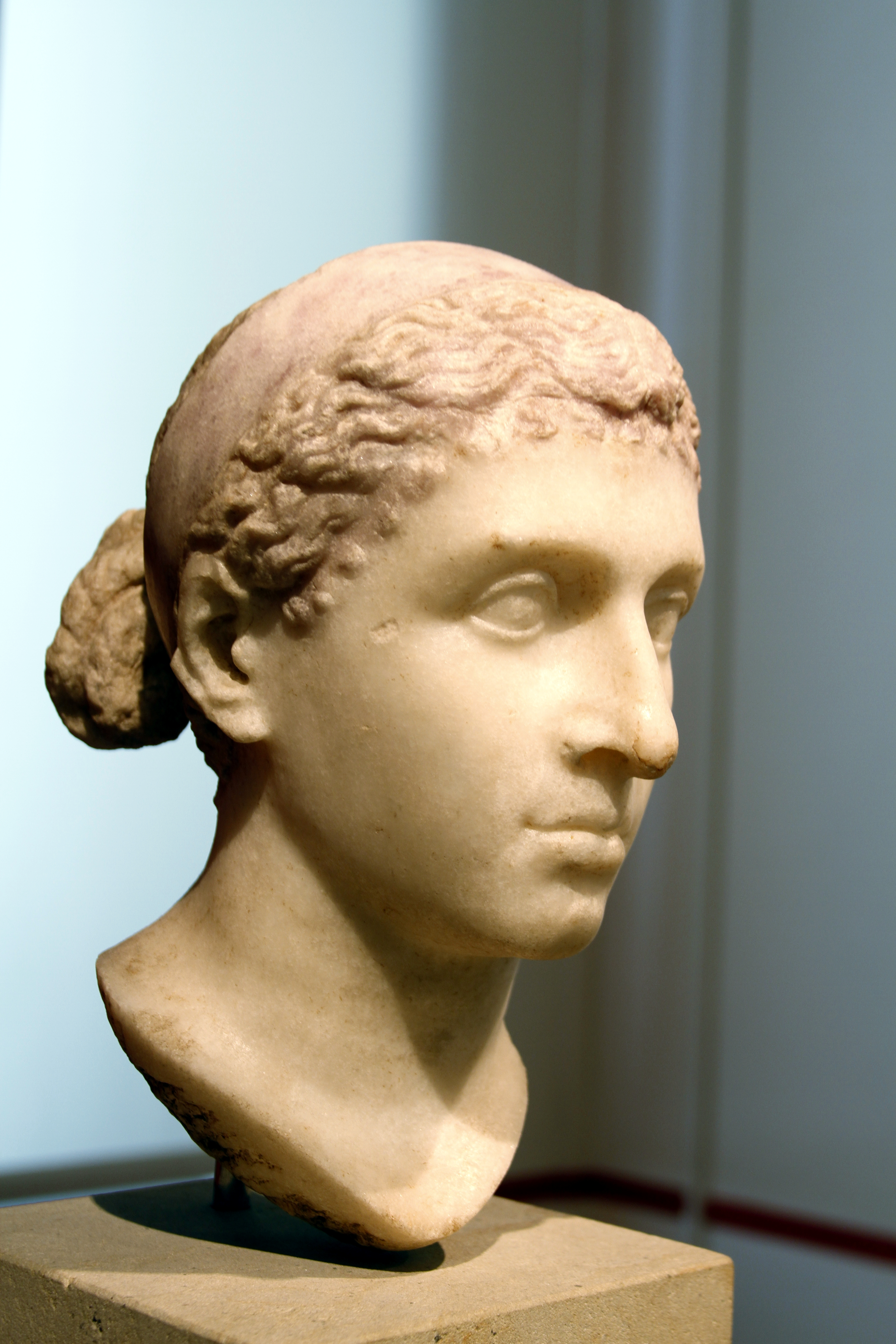
Kleopatra VII. (69 v. Chr.–30 v. Chr.)

- Kleopatra von Makedonien († 308 v. Chr.), Schwester Alexanders des Großen, spielte eine Rolle während der Diadochenkriege
- Kleopatra von Pontos, Tochter Mithridates’ VI. von Pontos, Gattin Tigranes’ von Armenien
- Kleophis, Königin der Assakener
- Kleophon († 404 v. Chr.), athenischer Politiker
- Kleophon-Maler, griechischer Vasenmaler
- Kleophrades-Maler, griechischer Vasenmaler des rotfigurigen Stils

### Kleos
- Kleostratos von Tenedos, antiker griechischer Astronom